# Шарль Фабрі
Шарль Фабрі́  (фр. Marie Paul Auguste Charles Fabry; 11 червня 1867 — 11 грудня 1945) — французький фізик. Найвідоміше відкриття Фабрі — інтерферометр Фабрі-Перо, здійснене в 1913 році. Завдяки цьому інструменту Фабрі також став одним із відкривачів озонового шару в стратосфері.

## Біографія
Шарль Фабрі народився 11 червня 1867 року в Марселі (Франція). У 1885 році він вступив до Політехнічної школи, закінчивши її в 1889 році. Докторський ступінь отримав в Університеті Парижа в 1892 році. Фабрі займався викладанням фізики в ліцеях, поки не став співробітником Університету Марселя в 1894 році. У 1921 році він став професором Університету Парижа. Пізніше Фабрі отримав посаду професора фізики в Політехнічній школі і директора Інституту оптики. Учений помер у Парижі 11 грудня 1945.

## Пам'ять
У 1970 році Міжнародний астрономічний союз присвоїв ім'я Шарля Фабрі кратеру на зворотному боці Місяця.